# La Paloma (Oostende)

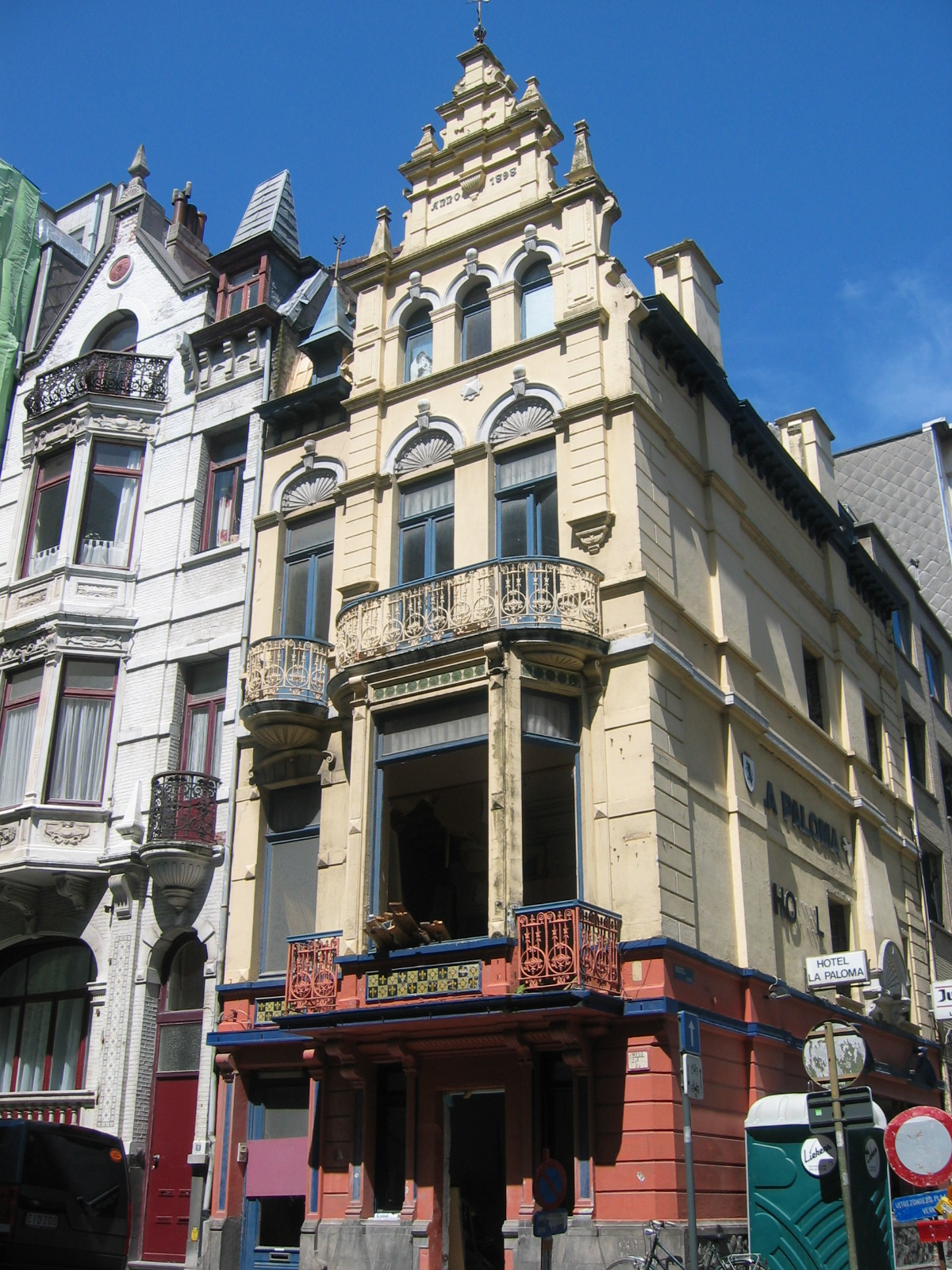
La Paloma in Oostende (exterieur).

La Paloma is een voormalig hotelgebouw gelegen in de IJzerstraat 13 te Oostende, België. Dit eclectische hoekhuis dateert uit 1898 en werd ontworpen door Charles Pil (1867 - 1949).

## Architectuur
Het enkelhuis had onder meer blinde traveeën onder het zadel- en mansardedak en op de begane grond bevonden er zich imitatiebanden en geblokte hoekbanden. Decoraties bestaande uit twee traveeën rechts uitlopend op overkragende, gelede trapgevel met rondboogarcade, voluten en obelisken versierden het pand. Op de geveltop stond een gietijzeren windvaan. Aan de kant van de IJzerstraat had het pand een driezijdige erker met gietijzeren zijbalkons. Stucwerk in schelpvorm en tegels met afbeeldingen van fleur-de-lis en flamingo's verfraaiden de gevel. De arduinen plint van het gebouw vermeldt de naam van de architect.
Het trappenhuis had een marmeren vloer, muurschilderijen met landschapsmotieven en een versierd stucplafond. Op de benedenverdieping waren de tegelvloeren nog gedeeltelijk origineel. Een witmarmeren trap leidde tot de eerste verdieping, een trap uit arduin voerde naar de kelderverdieping. Op de eerste verdieping waren de vertrekken versierd met stucplafonds waarin o.a. ook het fleur-de-lis-motief terug te vinden was.
De Oostendse architect Charles Pil was zeer actief in de belle-époque-periode. Het oeuvre van Pil omvatte verschillende bouwstijlen. Van de eclectische bouwstijl met uitgebreide geveldecoraties waartoe ook La Paloma behoorde, is enkel Hotel Polaris (Groentenmarkt, Oostende) bewaard en ook beschermd als monument.

## Geschiedenis
Het gebouw was oorspronkelijk een woonhuis, gebouwd in opdracht van een industrieel uit Izegem. In de Brusselstraat was een laag personeelsgebouw opgetrokken. Toen het woonhuis werd omgebouwd tot hotel werden de personeelsvertrekken vervangen door een hoog gebouw met hotelkamers.
Het laatste hotel dat actief was in het pand droeg de naam "La Paloma". Op de benedenverdieping in de IJzerstraat was een frituur gehuisvest. Na de sluiting van het hotel stond het gebouw verscheidene jaren leeg. Het pand werd opgekocht door een bouwpromotor die het jarenlang verwaarloosde.
Voor het behoud van Paloma werd een lange strijd gevoerd. In 2004 werd een sloopvergunning afgewend dankzij acties van buurtbewoners, de organisatie Bulldozer en mediafiguur Herr Seele. Dienst Monumenten en Landschappen van het Vlaamse Gewest, afdeling West-Vlaanderen gaf negatief advies voor de sloop, maar het Oostendse stadsbestuur hield geen rekening met dit advies. Uiteindelijk werd in oktober 2008 toch een sloopvergunning afgegeven. In juni 2009 is het pand ten slotte gesloopt.

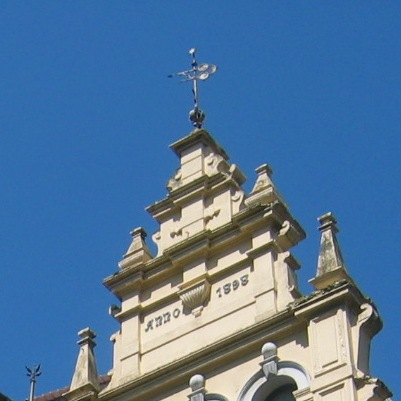
windvaan op topgevel (12/06/09)
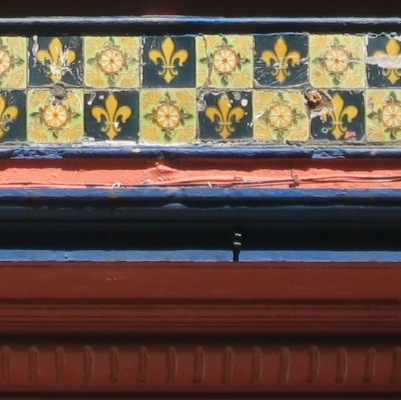
fleur-de-lys tegels (12/06/09)
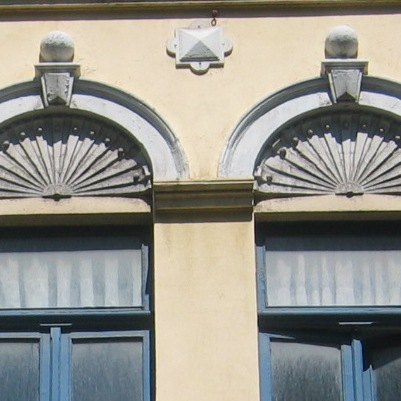
stucwerk gevel(12/06/09)
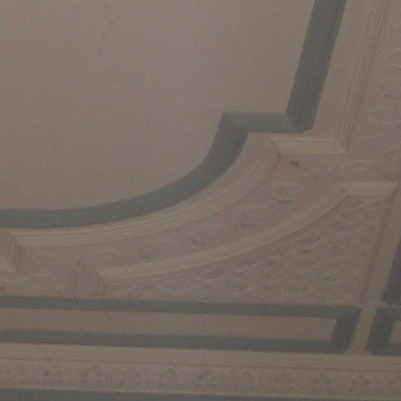
stucwerk plafonds (12/06/09)
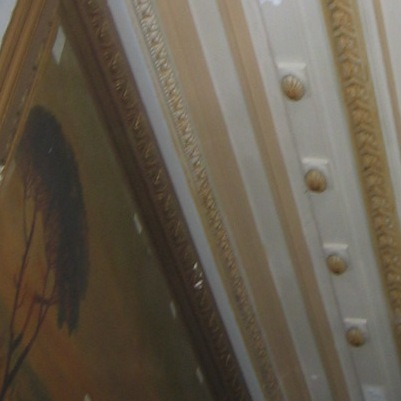
stucwerk gang(12/06/09)
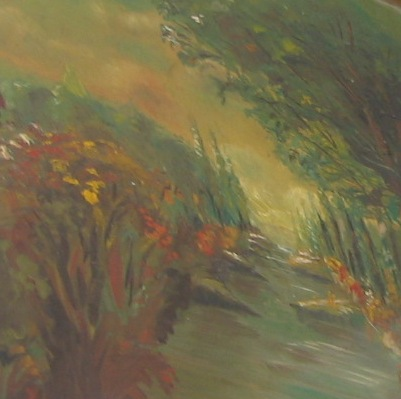
schilderijen gang (12/06/09)